# Bierawka
Die Bierawka (deutsch Birawka, 1936–45: Bierau) ist ein rechter Nebenfluss der Oder in Oberschlesien, Polen.
Sie entspringt in den Orzescher Höhen südwestlich von Katowice im oberschlesischen Steinkohlenrevier. Auf ihrem Weg nach Nordwesten fließt sie  u. a. durch die Städte Orzesze (Orzesche) und Czerwionka-Leszczyny (Czerwionka-Leschczin). Auf ihrem weiteren Lauf durchfließt sie das große Waldgebiet zwischen Koźle (Cosel), Gliwice (Gleiwitz), Rybnik und Racibórz (Ratibor). Hier wurde ihre Wasserkraft seit dem 18. Jahrhundert für den Betrieb von Hämmern genutzt. Auch Hüttenwerke, wie z. B. in Kotlarnia (Jakobswalde), standen an ihren Ufern.
Nach ca. 50 Kilometern mündet die Bierawka bei dem Dorf Bierawa (Birawa) in die Oder.
Südlich der Bierawka verläuft die Ruda (Raude) parallel.